# Daxiatitan
Daxiatitan là một chi khủng long, được You Li D. Q. Zhou L. & Ji Q. mô tả khoa học năm 2008.